# Józef-Poniatowski-Denkmal (Warschau)
Das Józef-Poniatowski-Denkmal in Warschau ist ein Werk des dänischen Bildhauers Bertel Thorvaldsen, der auch das Warschauer Nikolaus-Kopernikus-Denkmal geschaffen hat.
Das Reiterdenkmal entstand nach dem Vorbild der Reiterstatue Mark Aurels auf dem römischen Kapitolsplatz. Fürst Poniatowski wurde im antiken Gewand mit einem kurzen Schwert in der rechten Hand dargestellt.
Die Statue wurde beim dänischen Bildhauer 1817 bestellt. Erst 1830 wurde dem Warschauer Publikum ein Gipsmodell voller Größe vorgestellt. Es gab Kritik, denn die Polen erwarteten die Darstellung des Nationalhelden im Harnisch. 1832 wurde die Bronzeplastik hergestellt. Inzwischen hatten die russischen Behörden jedoch die Erlaubnis zur Aufstellung des Denkmals in Warschau wegen des Novemberaufstandes (1830–1831) zurückgenommen. Das Denkmal wurde konfisziert und zur Festung Modlin gebracht, wo es als Statue des Heiligen Georg betrachtet wurde. Die Kommandantur der Festung schenkte 1840 die Skulptur dem Gouverneur, Fürst Iwan Fjodorowitsch Paskewitsch, der sie zuerst nach der Festung Dęblin und dann nach Homel brachte. Erst 1922 wurde die Statue dank dem Rigaer Friedensvertrag an Polen zurückgegeben.
Das Denkmal wurde zuerst provisorisch am Hofe des Warschauer Königsschlosses, und dann endgültig vor dem Sächsischen Palais und dem Grabmal des unbekannten Soldaten aufgestellt.
Nach der Niederschlagung des Warschauer Aufstandes wurde es am 16. Dezember 1944 auf Befehl von Erich von dem Bach-Zelewski gesprengt.
Die Skulptur wurde 1948–1951 nach dem Modell im Kopenhagener Thorvaldsen-Museum wiederhergestellt und Polen als Geschenk des Königreichs Dänemark übergeben. Sie wurde zuerst im Łazienki-Park vor der Alten Orangerie und dann 1965 an ihrem jetzigen Standort vor dem Warschauer Präsidentenpalast aufgestellt.

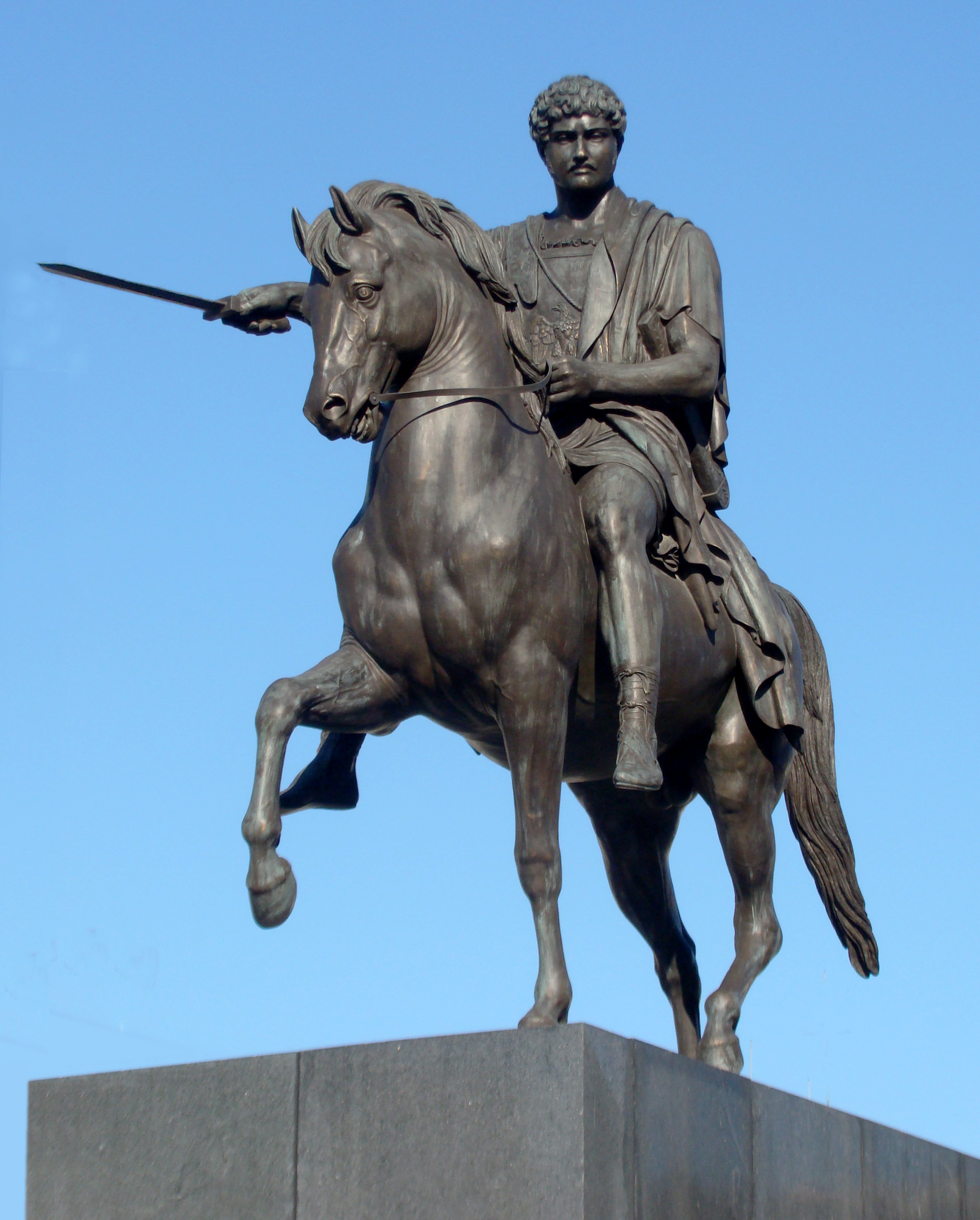
Fürst Józef Poniatowski
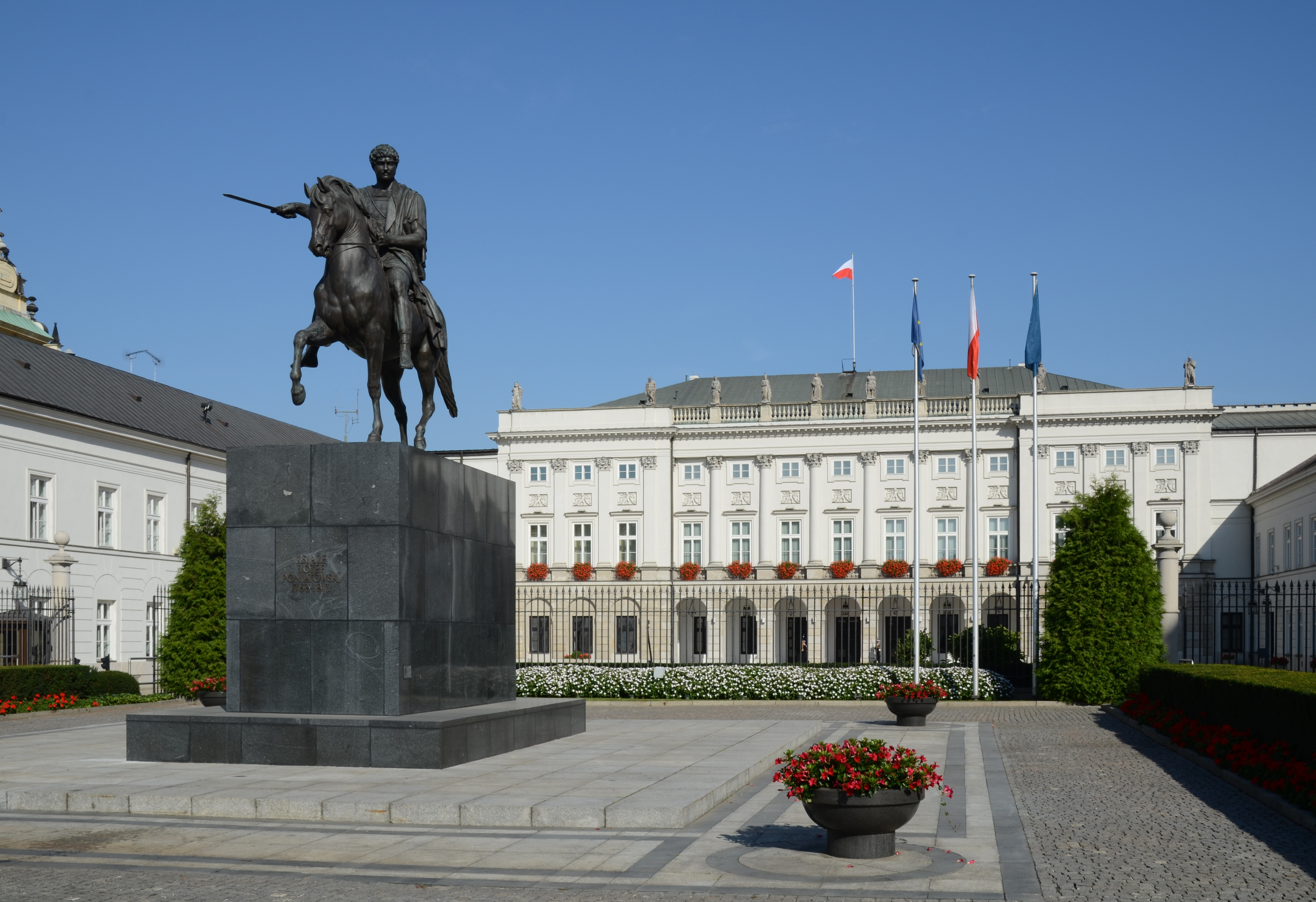
Vor dem Präsidentenpalast nach 1965
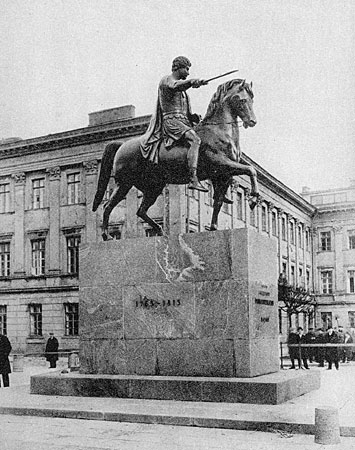
Vor dem Sächsischen Palast um 1925